# ژوائو فرانسیسکو دی سالس
ژوائو فرانسیسکو دی سالس (به پرتغالی: João Francisco de Sales) (زاده ۹ ژوئن ۱۹۸۶) مهاجم اهل برزیل است.
ژوائو فرانسیسکو دی سالس سابقهٔ عضویت در تیم‌هایی از لیگ‌های برزیل، جمهوری چک، ژاپن و بلغارستان را دارد.